# Deliriosa karadagensis
Deliriosa karadagensis is een spinnensoort in de taxonomische indeling van de wolfspinnen (Lycosidae).
Het dier behoort tot het geslacht Deliriosa. De wetenschappelijke naam van de soort werd voor het eerst geldig gepubliceerd in 2009 door Kovblyuk.